# Team VVCS
Team VVCS is een voetbalelftal van de Vereniging van Contractspelers (VVCS) voor werkloze profvoetballers. Het werd in 2004 opgericht.

## Achtergrond
De spelersvakbond VVCS  organiseert tijdens de voorbereiding op het nieuwe voetbalseizoen een aantal oefenwedstrijden met een team van profvoetballers die op dat moment zonder contract zitten. Op deze manier kunnen deze spelers zich laten zien aan clubs die nog spelers zoeken. Ieder jaar lukt het verschillende spelers om zo een nieuw contract bij een profclub te tekenen. In het team spelen vooral Nederlandse spelers maar ook buitenlandse spelers die lang in Nederland hebben gespeeld. Ook de begeleiding van het elftal heeft op dat moment geen contract.

## Selectie 2010
- Ronald Graafland
- Jordy Deckers
- Bas van Wegen
- Mustafa Amezrine
- Cor Varkevisser
- Regilio Jacobs
- Jeffrey Sam-Sin
- Iderlindo Moreno Freire
- Giel Neervoort
- Yannick de Wit
- Jeffrey van den Berg
- Roel de Graaff
- Reginald Faria
- Abid El Idrissi
- Lorenzo Rimkus
- Edwin Linssen
- Rivelinho de Vlugt
- Angenito Hellings
- Jamal Dibi
- Kevin Vijgen
- Rocky Siberie
- Regilio Seedorf
- Barry Tjeertes
- Kevin Vink
- Eldridge Rojer
- Jhon van Beukering
- Niek Ripson
- Sendley Bito
- Lesley Nahrwold
- Sjors Verdellen
- Qays Shayesteh
- Edward Metgod (trainer)
- Jacques Storm (assistent-trainer)

## Oud-spelers en -trainers van Team VVCS
- Gerard Aafjes
- Rui Monteiro
- Yassine Assa
- Lion Axwijk
- Henk Baum
- Harvey Bischop
- Mounir Biyadat
- Peter Boeve (trainer)
- Christy Bonevacia
- René Bot
- Job Bulters
- Jaap Davids
- Jamal Dibi
- Jan van Dijk (trainer)
- Mark van Dijk
- Ivar van Dinteren
- Barry Ditewig
- Dion Esajas
- Dwight Eind
- Robin Faber
- Kasper de Fries Johansen
- Geoffrey Galatà
- Koen Garritsen
- Maico Gerritsen
- Pascal Heije
- Wouter van den Herik
- Jesper Hogedoorn
- Bas Jacobs
- Co de Jager (assistent-trainer)
- Marcio Junqueira
- Charles Kazlauskas
- Marcel Koning
- Erwin Koen
- Michael van der Kruis
- John Lammers (trainer)
- Quido Lanzaat
- Thomas Litjens
- Kevin Moeliker
- Robin Muller van Moppes
- Kiki Musampa
- Howard Nedd
- Bennie van Noord
- Roy Ouwerkerk
- Joeri Petrov
- Daniël Rijaard
- Sjack van Rijsbergen
- Revy Rosalia
- Resham Sardar
- Rocky Siberie
- Khalid Sinouh
- Kevin Sissing
- Ferry de Smalen
- Roel Stoffels
- Raphael Supusepa
- Stanley Tailor
- Brian Tevreden
- Jayson Trommel
- Geoffrey Verweij
- Bas van Wegen
- Urgel Wijnaldum
- Henk Wisman (trainer)
- Nordin Wooter
- Maarten Woudenberg